# مات نولز
مات نولز (بالإنجليزية: Matt Knowles)‏ (7 أكتوبر 1970 في الولايات المتحدة - ) هو مدرب كرة قدم ولاعب كرة قدم أمريكي في مركز الدفاع. لعب مع ميامي فيوشن ونيويورك ريد بولز وHarrisburg Heat (1991–2003) ‏ وتامبا باي راوديز وNorth Carolina Fusion U23 ‏ وFort Lauderdale Strikers (1988–1994) ‏ وميلواكي وايف وCleveland Crunch ‏ وDenver Thunder ‏ وDetroit Rockers ‏ وIllinois Thunder ‏ وكنساس سيتي كومتس ‏ وPenn-Jersey Spirit ‏ وStaten Island Vipers ‏ وفيلادلفيا كيكس ‏.

## وصلات خارجية
- مات نولز على موقع الدوري الأمريكي (الإنجليزية)
- مات نولز على موقع قاعدة بيانات كرة القدم.إي يو (الإنجليزية)